# 居里斯 (阿拉巴馬州)
居里斯（英語：Currys）是一個位於美國阿拉巴馬州蒙哥馬利縣的非建制地區。該地的面積和人口皆未知。

## 地理
居里斯的座標為32°01′07″N 86°04′51″W / 32.01861°N 86.08083°W，而該地的平均海拔高度為145米（即476英尺）。